# Tankowanie

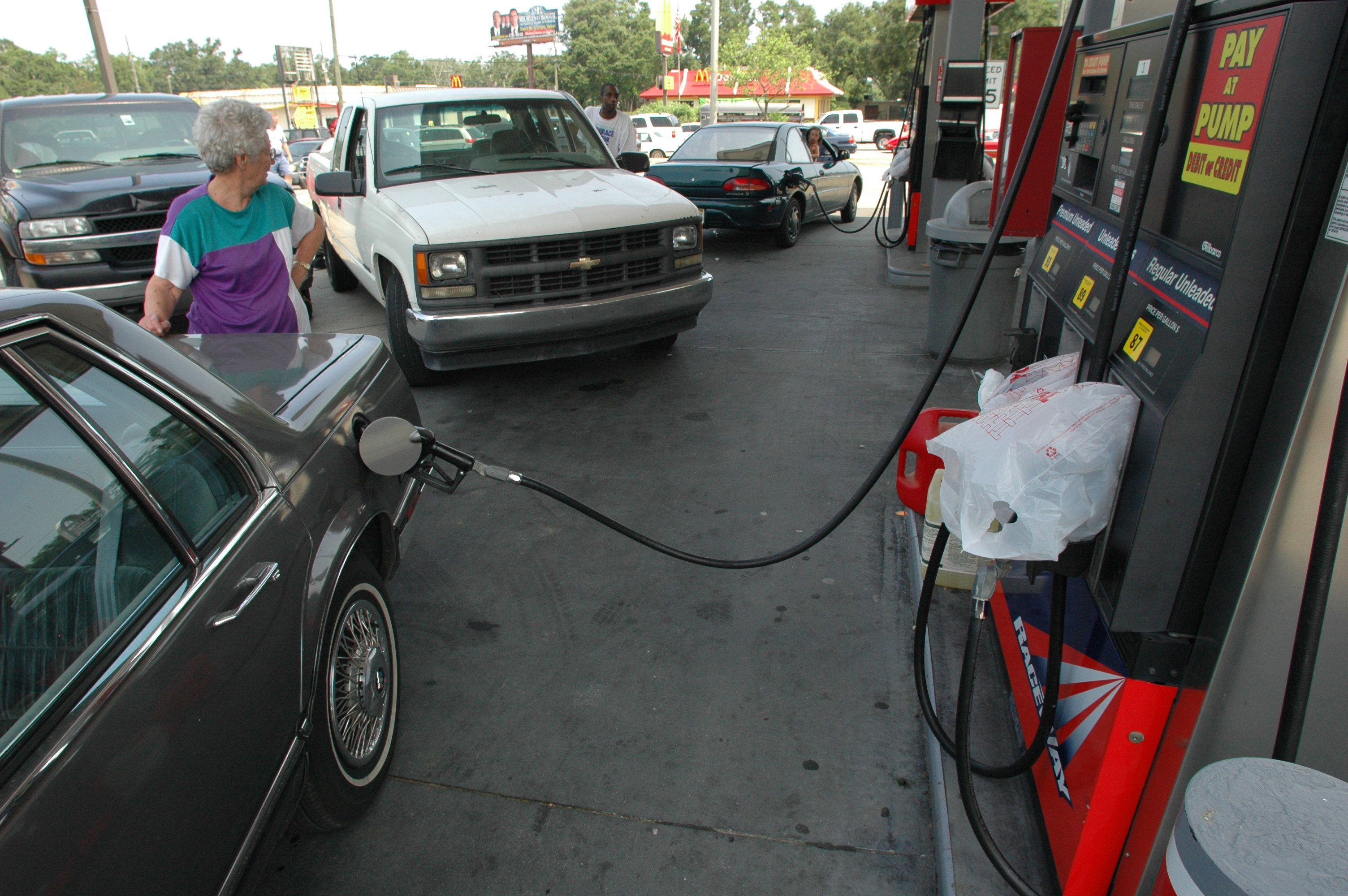
Tankowanie

Tankowanie – uzupełnianie zbiorników pojazdów mechanicznych paliwem i innymi materiałami pędnymi. Odbywa się to przy użyciu odpowiedniego sprzętu zależnego od rodzaju pojazdu, paliwa, czasu napełniania itp.